# Lijst van voetbalinterlands Nepal - Noord-Korea
Deze lijst van voetbalinterlands is een overzicht van alle officiële voetbalwedstrijden tussen de nationale teams van Nepal en Noord-Korea. De landen hebben tot op heden vier keer tegen elkaar gespeeld. De eerste ontmoeting, een vriendschappelijke wedstrijd, werd gespeeld in Pesjawar (Pakistan) op 29 april 1985. Het laatste duel, een kwalificatiewedstrijd voor de AFC Challenge Cup 2012, vond plaats op 9 april 2011 in Kathmandu.

## Wedstrijden
| № | Plaats     | Datum           | Competitie                          | Wedstrijd           | Uitslag |
| - | ---------- | --------------- | ----------------------------------- | ------------------- | ------- |
| 1 | Pesjawar   | 29 april 1985   | Vriendschappelijk                   | Noord-Korea − Nepal | 8 − 1   |
| 2 | Kathmandu  | 28 mei 1988     | Azië Cup 1988 kwalificatie          | Nepal − Noord-Korea | 0 − 1   |
| 3 | Haiderabad | 2 augustus 2008 | AFC Challenge Cup 2008              | Nepal − Noord-Korea | 0 − 1   |
| 4 | Kathmandu  | 9 april 2011    | AFC Challenge Cup 2012 kwalificatie | Nepal − Noord-Korea | 0 − 1   |

## Samenvatting
| Competitie                     | Totaal gespeeld | Winst Nepal | Gelijk | Winst Noord-Korea | Doelsaldo Nepal – Noord-Korea |
| ------------------------------ | --------------- | ----------- | ------ | ----------------- | ----------------------------- |
| Azië Cup-kwalificatie          | 1               | 0           | 0      | 1                 | 0 − 1                         |
| AFC Challenge Cup              | 1               | 0           | 0      | 1                 | 0 − 1                         |
| AFC Challenge Cup-kwalificatie | 1               | 0           | 0      | 1                 | 0 − 1                         |
| Vriendschappelijk              | 1               | 0           | 0      | 1                 | 1 − 8                         |
| Totaal                         | 4               | 0           | 0      | 4                 | 1 − 11                        |

ANFA · A-internationals · Nepalees vrouwenelftal
1972 – 1989 ·
1990 – 1999 ·
2000 – 2009 ·
2010 – 2019 ·
2020 – 2029
Afghanistan ·
Algerije ·
Australië ·
Bahrein ·
Bangladesh ·
Bhutan ·
Brunei ·
Cambodja ·
China ·
Filipijnen ·
Hongkong ·
India ·
Indonesië ·
Irak ·
Iran ·
Japan ·
Jemen ·
Jordanië ·
Kazachstan ·
Kirgizië ·
Koeweit ·
Laos ·
Macau ·
Malediven ·
Maleisië ·
Mauritius ·
Myanmar ·
Noord-Korea ·
Oman ·
Oost-Timor ·
Pakistan ·
Palestina ·
Saoedi-Arabië · 
Singapore ·
Sri Lanka ·
Syrië ·
Tadzjikistan · 
Taiwan ·
Thailand · 
Turkmenistan ·
Verenigde Arabische Emiraten ·
Vietnam ·
Zuid-Korea
DPR Korean Football Association · A-internationals · Selecties · Bondscoaches · Noord-Koreaans vrouwenelftal · Noord-Korea U21 · Noord-Korea U20 · Noord-Korea U19 · Noord-Korea U18 · Noord-Korea U17
1959 – 1969 · 
1970 – 1979 · 
1980 – 1989 · 
1990 – 1999 · 
2000 – 2009 · 
2010 – 2019
AC 1980 ·
AC 1992 ·
AC 2011 ·
AC 2015
WK 1966 ·
WK 2010
OS 1964 ·
OS 1976
1959 ·
1960 ·
1961–1964 · 
1965 ·
1966 ·
1967–1972 · 
1973 ·
1974 ·
1975 ·
1976 ·
1977 · 
1978 ·
1979 ·
1980 ·
1981 ·
1982 ·
1983–1984 · 
1985 ·
1986 ·
1987 · 
1988 ·
1989 ·
1990 ·
1991 ·
1992 ·
1993 ·
1994–1997 · 
1998 ·
1999 ·
2000 ·
2001 ·
2002 ·
2003 ·
2004 ·
2005 ·
2006 · 
2007 ·
2008 ·
2009 ·
2010 ·
2011 ·
2012 ·
2013 ·
2014 ·
2015 ·
2016 ·
2017
Afghanistan ·
Australië · 
Bahrein · 
Bangladesh · 
Bolivia · 
Brazilië · 
Bulgarije ·
Burkina Faso ·
Cambodja · 
Canada · 
Chili · 
China · 
Congo-Brazzaville · 
Egypte · 
Filipijnen · 
Finland · 
Griekenland · 
Guam · 
Guinee ·
Hongkong · 
India · 
Indonesië · 
Irak · 
Iran · 
Italië · 
Ivoorkust · 
Japan · 
Jemen · 
Jordanië · 
Kazachstan · 
Kirgizië · 
Koeweit · 
Letland · 
Libanon · 
Macau · 
Maleisië · 
Mali · 
Mexico · 
Mongolië · 
Myanmar · 
Nepal · 
Nigeria · 
Noorwegen · 
Oezbekistan · 
Oman · 
Pakistan ·
Palestina · 
Paraguay ·
Polen · 
Portugal · 
Qatar · 
Saoedi-Arabië · 
Singapore · 
Sovjet-Unie · 
Sri Lanka · 
Syrië · 
Tadzjikistan · 
Taiwan · 
Thailand · 
Turkmenistan · 
Venezuela · 
Verenigde Arabische Emiraten · 
Verenigde Staten · 
Vietnam · 
Zambia · 
Zuid-Afrika · 
Zuid-Korea · 
Zweden
Ivoorkust (2010) ·